# 諫山春樹

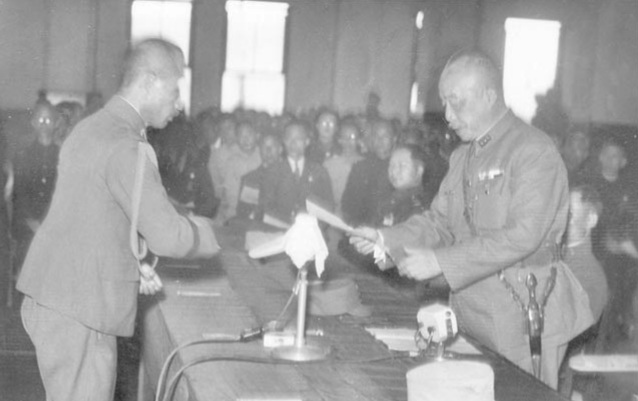
陳儀將軍(右)在台北市中山堂接受經由諫山春樹將軍(左)轉交的第10方面軍司令官安藤利吉將軍簽名蓋章的署部第一命令受領證。

諫山春樹（1894年（明治27年）2月11日—1990年（平成2年）6月12日），大日本帝國陸軍軍官，曾任第十七任台灣軍參謀長、第十方面軍參謀長（大將軍銜）。福岡縣出身。

## 年表經歷
1915年（大正4年）5月25日，從日本陸軍士官學校畢業，陸士27期。
1924年（大正13年）11月29日，從日本陸軍大學校畢業，陸大36期。
1940年（昭和15年）9月5日，任東部軍參謀長。
1941年（昭和16年）6月28日，任第25軍參謀長；11月14日，調任第15軍參謀長。
1942年（昭和17年）12月1日，第26步兵團長。
1943年（昭和18年）3月18日，陸軍公主嶺學校教導團長
1944年（昭和19年）3月22日，第14軍參謀長；7月8日 台灣軍參謀長；9月22日 第十方面軍參謀長。

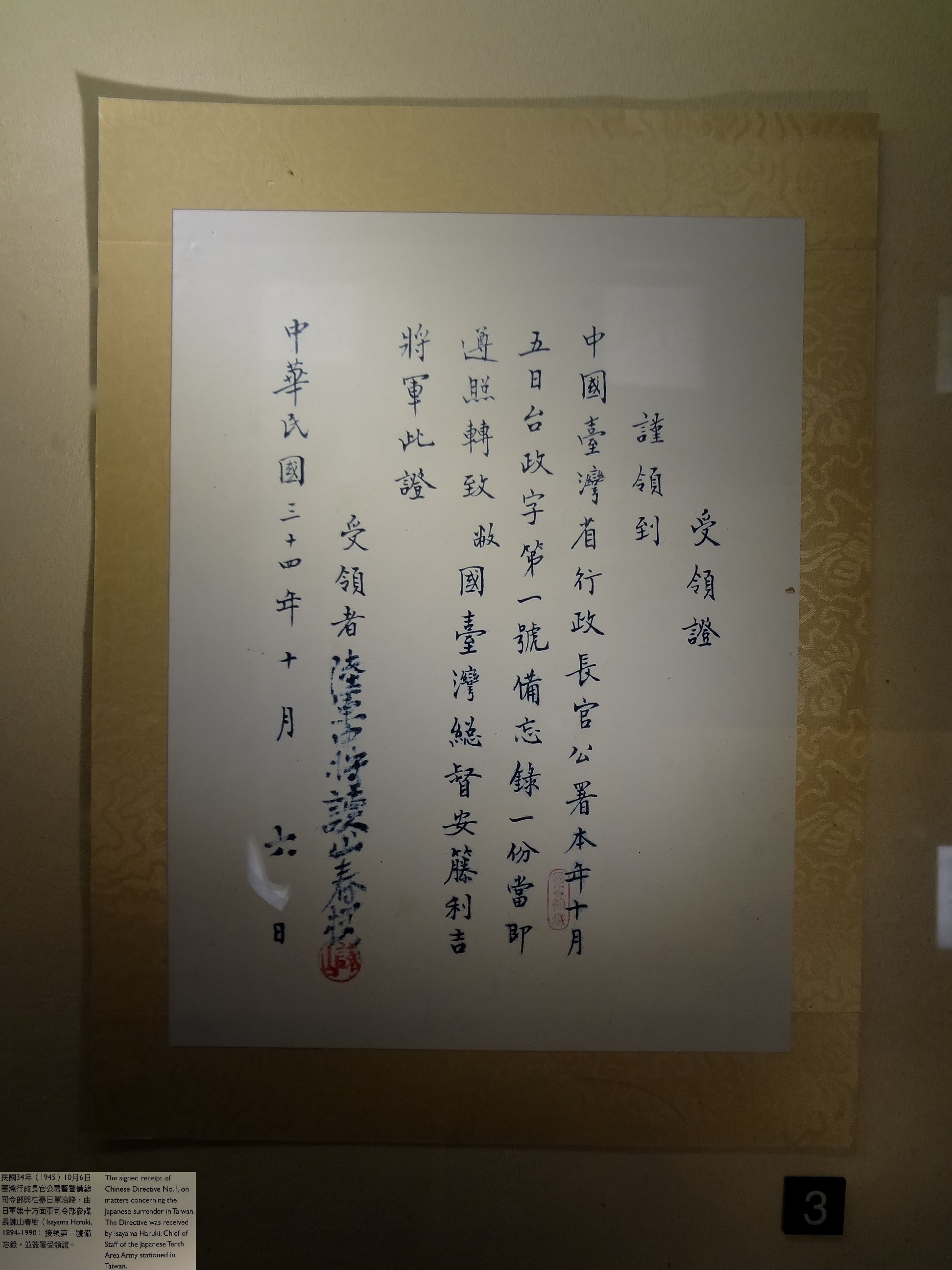
1945年10月6日，諫山春樹簽署臺灣省行政長官公署台政字第一號備忘錄受領證。

1945年（昭和20年）10月25日上午，諫山春樹偕同台灣總督暨第十方面軍司令官安藤利吉奉命在台北公會堂舉行臺灣地區的受降儀式。
1946年4月，以戰犯嫌疑遭逮捕，1946年7月被判決為無期徒刑，1955年9月假釋。之後，擔任富士汽車工業（今速霸陸）董事一職。